# Пекучий смак
Пекучий смак сьогодні не долучають до базових смаків. Його пов'язують із речовинами, що стимулюють «теплові» рецептори (етанол, капсаїцин) вони збуджують гілки трійчастого нерва, та додають особливого «гарячого» смаку до «чисто смакового» сприйняття.

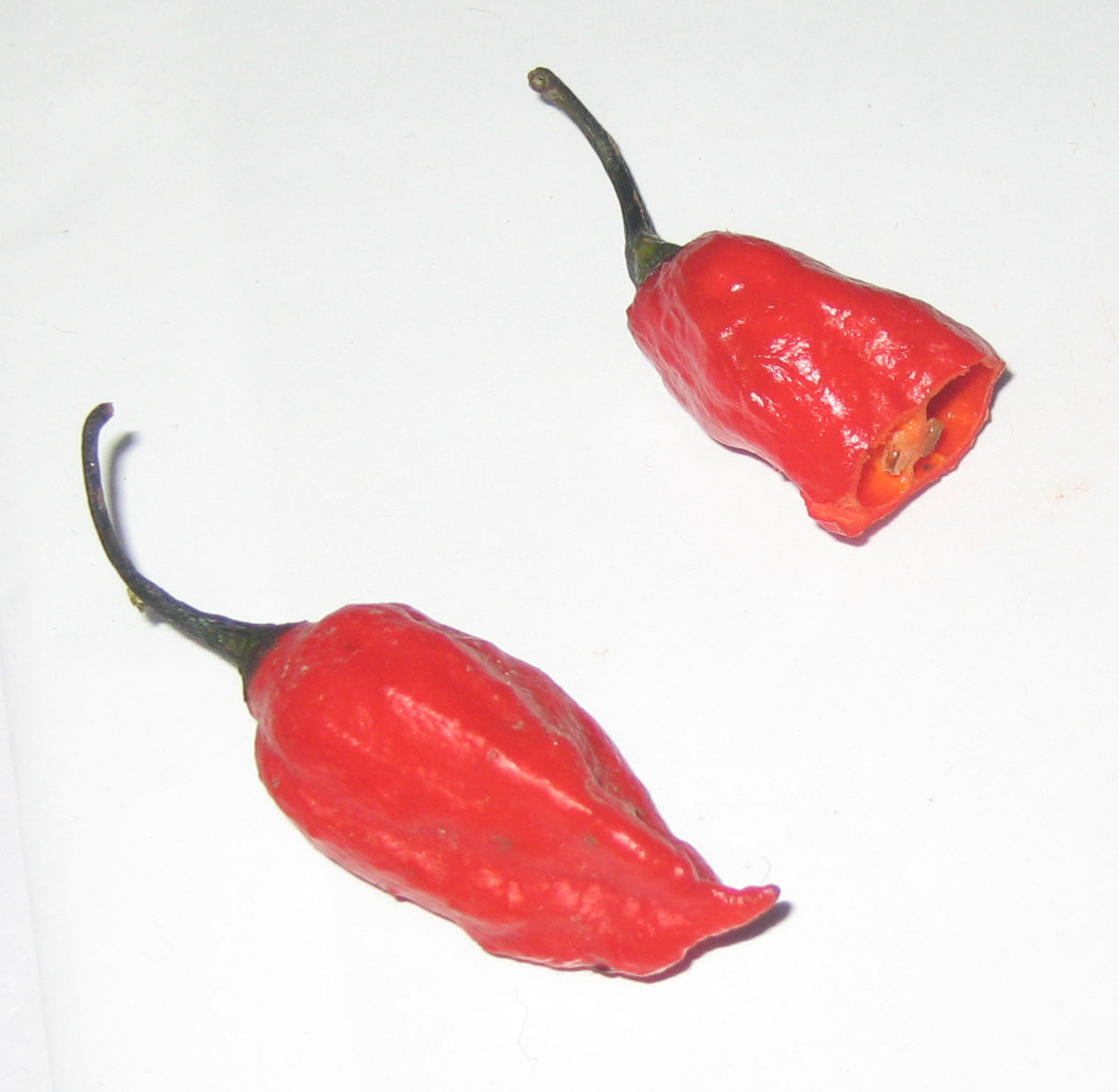
Індійський перець-чилі Naga Jolokia (naga morich, bhut jolokia), найпекучіший серед відомих, з індексом пекучості 1,040,000 ОШС.

Структура капсаїцину

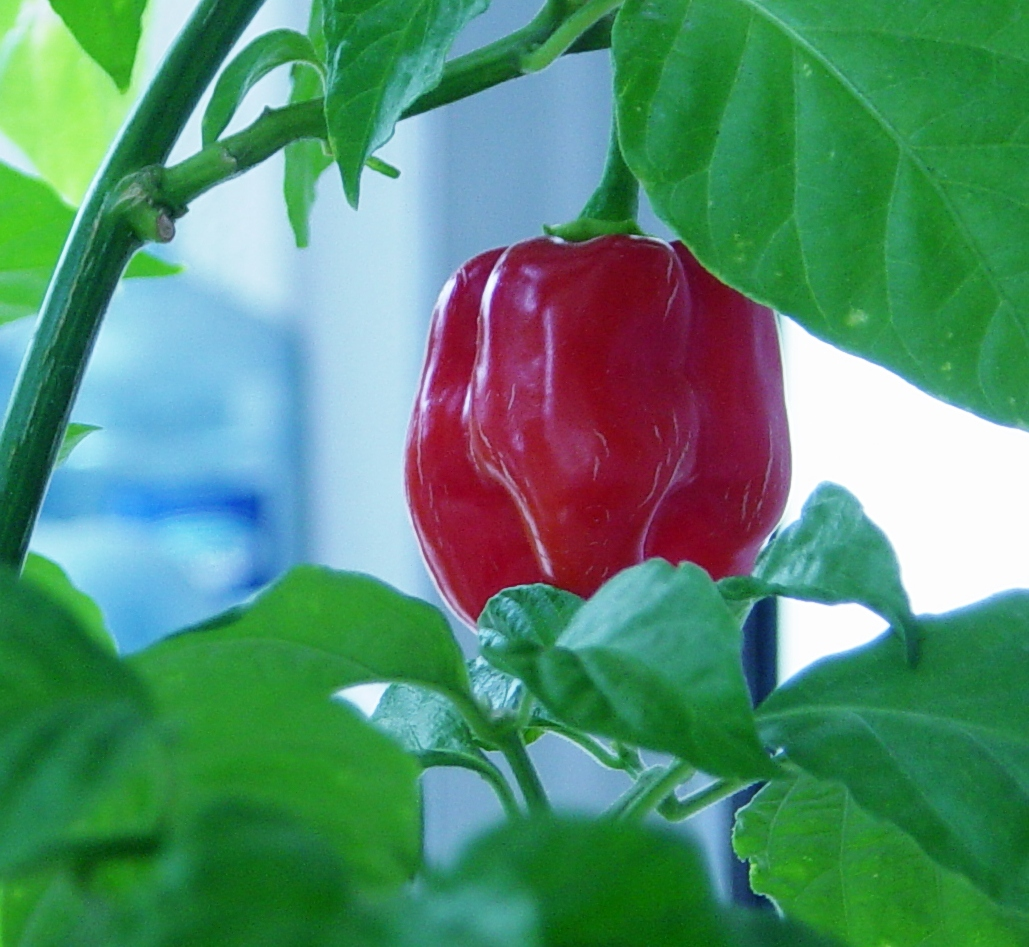
Перець Red Savina™, один із найпекучіших перців-чилі, з коефіцієнтом 580,000 ОШС. «Гарячіший» за нього — тільки Naga Jolokia та Dorset Naga.

## Шкала «пекучості перців»
Ця шкала була створена в 1912 р. американським хіміком В. Сковілом (Scoville) для порівняльної оцінки ступеня пекучості різних перців — капсікумів. «Одиниці шкали Сковіла» (ОШС) показують кількісний вміст капсаїцину та базуються на органолептичному тестуванні екстрактів перцю.
Застосовують також оцінку пекучості капсікумів за сумою капсаїцину та капсаїциноїдів, що визначається за допомогою рідинної хроматографії. Але тому, що пекучість перців зумовлена виключно капсаіцином, шкала Сковіла не зовсім точно відповідає сумі капсіцину та капсаіциноїдів (в ppm).
Наприклад «Каєнський перець» виду (Capsicum frutescens) також відомий під назвою «Чилі», у свідомості багатьох відразу викликає асоціацію «гострий» або «пекучий». Між тим, сортів спеції є чимало, як слабо, так і сильно пекучих. Для визначення, наскільки гострий перець, використовують спеціальну шкалу Сковіла, що дозволяє показати ступінь пекучості перцю, того чи іншого сорту.
| Рейтинг за Scoville   | Тип перцю                                        |
| --------------------- | ------------------------------------------------ |
| 15,000,000-16,000,000 | Чистий капсаїцин                                 |
| 9,100,000             | Нордигідрокапсаїцин                              |
| 2,000,000-5,300,000   | газовий балончик (у США)                         |
| 855,000-1,041,427     | Naga Jolokia                                     |
| 876,000-970,000       | Dorset Naga                                      |
| 350,000-577,000       | Red Savina Habanero                              |
| 100,000-350,000       | Хабанеро                                         |
| 100,000-350,000       | Scotch Bonnet                                    |
| 100,000-200,000       | Ямайський пекучий перець                         |
| 50,000-100,000        | Тайський перець, Райське зерно, Chiltepin Pepper |
| 30,000-50,000         | Каєнський перець, Ají pepper, Tabasco pepper     |
| 10,000-23,000         | Serrano Pepper                                   |
| 7,000-8,000           | Tabasco Sauce (Habanero)                         |
| 5,000-10,000          | Wax Pepper                                       |
| 2,500-8,000           | Халапеньйо                                       |
| 2,500-5,000           | Табаско (червоний)                               |
| 1,500-2,500           | Rocotillo Pepper                                 |
| 1,000-1,500           | Poblano Pepper                                   |
| 600-800               | Табаско (зелений)                                |
| 500-1000              | Anaheim pepper                                   |
| 100-500               | Пімента, Pepperoncini                            |
| 0                     | Солодкий перець                                  |

### Спрощена шкала пекучості
Для того, щоб полегшити її тлумачення у кулінарному контексті, шкалу Scoville представлено у вигляді таблиці, з градацією від 0 до 10.
| Група | Назва (франц.) | Одиниць Scoville  | Приклад            |
| ----- | -------------- | ----------------- | ------------------ |
| 0     | neutre         | 0 — 100           | Poivron            |
| 1     | doux           | 100 — 500         | Paprika doux       |
| 2     | chaleureux     | 500 — 1000        | Piment d'Anaheim   |
| 3     | relevé         | 1000 — 1500       | Piment Ancho       |
| 4     | chaud          | 1500 — 2500       | Piment d'Espelette |
| 5     | fort           | 2500 — 5000       | Piment Chimayo     |
| 6     | ardent         | 5000 — 15 000     | Piment de Cayenne  |
| 7     | brûlant        | 15 000 — 30 000   | Piment Cascabel    |
| 8     | torride        | 30 000 — 50 000   | Piment De Árbol    |
| 9     | volcanique     | 50 000 — 100 000  | Piment tabasco     |
| 10    | explosif       | 100 000 та більше | Piment habanero    |

Починаючи з 7-го рівня вона втрачає свій сенс, оскільки будь-яка людина, як правило, не змогла би визначити пекучість, шляхом відбору таких перців за допомогою смаку.[джерело?]